# Butterfly (альбом)
Butterfly — шестой студийный альбом американской певицы Мэрайи Кэри, изданный в 1997 году Columbia Records/Sony Music Entertainment. В первую неделю пластинка разошлась в США тиражом в 236 тысяч экземпляров и стартовала на первой строчке американского чарта Billboard 200. Тем не менее, суммарные продажи пластинки оказались не столь впечатляющими в сравнении с её предыдущими двумя мультиплатиновыми релизами.
Butterfly признан многими критиками как окончательный уход Кэри в urban R&B/Soul/Hip-Hop, начало которому было положено в предыдущем мультиплановом альбоме Daydream. Это её первая работа после развода с мужем, главой звукозаписывающей компании Sony, Томми Моттоллой, и отсюда происходит название пластинки — именно с бабочкой, вырвавшейся на волю из кокона, сравнивает себя певица. Кардинально изменился также имидж певицы.
Для работы над пластинкой приглашено множество музыкантов из мира хип-хоп, R&B и соул-музыки — Пафф Дэдди, Bone Thugs-n-Harmony, Мисси Эллиотт, Dru Hill, Mobb Deep, Q-Tip, Ma$e, Stevie J., Trackmasters; в то же время певица продолжает сотрудничество с Уолтером Афанасьеффом, Dan Shea, Cory Rooney и David Morales.
Первым синглом альбома выступила композиция «Honey», спродюсированная и написанная совместно с известным рэпером Паффом Дэдди, продюсерской командой The Ummah и Stevie J.; сингл стартовал с первой строчки Billboard Hot 100. Песня сопровождалась необычным для Кэри музыкальным видео, где она сыграла Агента М.

## Предыстория
Кэри начала работать над альбомом в январе 1997 года. В процессе его создания, в середине 1997 года, она рассталась со своим мужем, музыкальным менеджером Томми Моттолой, который управлял её музыкальной карьерой с 1988 года. Кэри стала самостоятельно управлять своими делами, после чего в прессе стали активно обсуждать будущее пары, а позже последовал развод. Во время подготовки к записи альбома Кэри решила изменить свой музыкальный стиль и стала работать с различными рэперами и хип-хоп-продюсерами, в том числе Шоном Коумзом, Камалем Фаридом, Мисси Элиот и Жаном Клоде Оливером и Семюелем Барнсом из продюсерского дуэта Trackmasters. Критики посчитали, что новая продюсерская команда была сформирована в отместку Моттоле и компании Sony Music. Кэри не собиралась менять всё очень радикально и утверждала, что музыкальный стиль нового альбома выбирала самостоятельно. Однако она была возмущена давлением, которое оказывали на неё в лейбле Sony, президентом которого был её бывший муж, не позволяя ей создавать ту музыку, которая нравилась ей самой. В ответ — в Sony утверждали, что были обеспокоены действиями Кэри, которая была самым коммерчески успешным артистом компании, и считали, что они могут нанести вред её будущей карьере.
Развод и постоянное внимание прессы стали оказывать давление на Кэри. Из-за роста разногласий в отношении её стиля она также прекратила отношения с продюсером Уолтером Афанасьевым, с которым создала наиболее успешные свои работы. Переломный момент произошёл во время длительной сессии звукозаписи, во время которой возник жаркий спор о будущем музыкальном направлении альбома. Также участились нападки прессы на неё. В СМИ критиковали выбор продюсеров и плодили слухи, что романтические отношения с рэперами влияли на её выбор. Кэри опровергала эти слухи, утверждая, что никогда не изменяла своему мужу.

## Запись, музыка и тексты
Из-за большого количества знаменитых продюсеров и смены стиля изначально ожидался коммерческий успех записи. Кэри и Шон Коумз написали ведущий сингл пластинки «Honey». Коумз полагал, что песня получилась отличной, но сомневался в её успехе из-за большого влияния хип-хопа на аранжировку. Был записан специальный ремикс с рэперами Da Brat, The LOX и Mase, а также дополнительными строчками от Коумза. Трек оказался совершенно не похож на предыдущие записи Кэри и был описан журналистом Крисом Никсоном как «уличный хип-хоп, с бьющим басом». Мелодию песни обрамляли программированные ударные, созданные Q-Tip и синтезаторная аранжировка, выполненная Stevie J. Коумз добавил в композицию «лёгкие и воздушные» эффекты, ещё сильнее отдалив её от традиционного для Кэри звучания. «Honey» основывался на семплах из песен «The Body Rock» группы Treacherous Three и «Hey DJ» коллектива World's Famous Supreme Team. Трек соединял в себе и хип-хоп, и современный ритм-н-блюз, и поп-музыку, и был описан, как «песня с цепляющим припевом, соединяющая хип-хоп и поп в что-то, что сложно выкинуть из головы любому человеку, став наилучшей стартовой записью для альбома».
Второй и заглавный сингл «Butterfly» был одной из баллад, которую Кэри написала с Афанасьевым. Исполнительница описывала её, как «любимейшую балладу, которую она когда-либо написала» и более личную, чем её предыдущие работы. Афанасьефф, написавший музыку совместно с Деном Шиа, создал инструментовку песни и добавил немного деталей в стиле ритм-н-блюза. Другой балладой, написанной Афанасьевым и Кэри, была композиция «My All», которая звучала контрастно с остальным содержанием альбома, основой которого был хип-хоп. Кэри охарактеризовала её содержание как «пышное звучание и отточенный стиль». Песня содержала гитарные арпеджио, которые были записаны с использованием семплов на синтезаторе. «The Roof» включала фрагмент из песни «Shook Ones (Part II)» группы Mobb Deep и была спродюсирована Кэри, Poke & Tone и Кори Руни.
Я уже придумала хук, а также мелодию и текст припева. Тогда мы вместе стали придумывать новую мелодию для куплетов и создали первый куплет и вторую часть второго припева вместе.
«Fourth of July», написанная Кэри и Афанасьевым, была записана, как медленная баллада. Большое влияние на аранжировку песни оказал джаз, и её сравнивали с ранними работами Кэри, такими, как «Vanishing» и «The Wind». Никсон описывал следующие два трека пластинки «Breakdown» и «Babydoll», как «становой хребет альбома, его реальную декларацию независимости». «Breakdown» была написана Кэри и Коумзом и включала рэп-речитатив от Виш и Крейзи Бона из Bone Thugs-n-Harmony. Никсон писал, что «Breakdown» стал отправной точкой, с которой Кэри вступила на незнакомую для себя территорию в музыке и сделала её «своим домом». Для создания композиции «Babydoll» Кэри привлекла Мисси Элиот. Трек записывался в Атланте, где проживала последняя, и включал бэк-вокал от давнего друга Кэри Трея Лоренса. Песня была описана как «основанный на вокале номер», с сильной джазовой гармонией, придуманной Кори Руни. «Whenever You Call» и «Close My Eyes» соединяли в себе влияние современного ритм-н-блюза и классических для Кэри поп-баллад. Никсон писал о них: «Хотя они и близки по стандартам к любой из песен, которые Мэрайя записывала раньше, но всё же проигрывают в сравнении с ними». Критик посчитал, что в них можно отчётливо различить новый подход Кэри к аранжировкам, в которых первенство заняла вокальная партия, сохранилась балладная основа, но с более активным влиянием R&B.
Кэри записала песню «Fly Away (Butterfly reprise)» с известным хаус-продюсером Дэвидом Морлесом. Когда исполнительница задумывала концепцию для композиции «Butterfly», она хотела сделать её в стиле хаус, но после создания музыки и текста решила записать её в жанре баллады. Кэри всё же решилась реализовать своё первоначальное желание. Моралес использовал текст, аранжировку и мелодию «Butterfly» и добавил к ним хаус-бит, создав ремейк «Fly Away (Butterfly reprise)». Для альбома так же была записана песня Принса «The Beautiful Ones», которую Кэри исполнила в дуэте с лид-вокалистом группы Dru Hill Sisqó. Композиция стала одной из последних, записанных для альбома и единственной не оригинальной записью, вошедшей в трек-лист. Последняя запись альбома «Outside» — это баллада, написанная Кэри, Афанасьевым и Руни. Песня повествовала о том, как Кэри чувствовала свою идентичность, будучи метисом. Ричард Харрингтон в статье для The Washington Post описывал структуру альбома, основанную на слиянии современной музыки для взрослых и современного ритм-н-блюза:

На Butterfly присутствуют две Мэрийи Кэри. Одна из них — это ориентированный на поп-музыку, знающий толк в балладах традиционалист, который очень продуктивно работает со своим давним профессиональным партнёром, композитором и продюсером Уолтером Афанасьевым. Другая [Кэри] — это мнимый фанатик хип-хопа, сотрудничавший с Ol' Dirty Bastard на её предыдущем альбоме и объединившаяся для этой записи с несколькими подвижниками и новаторами упомянутого жанра, в первую очередь с Шоном «Паффи» Комбсом, крёстным отцом хип-хоп соула и самым востребованным продюсером в поп-музыке на сегодняшний день.— Ричард Харрингтон для The Washington Post.

## Реакция критики
| Оценки критиков               | Оценки критиков |
| Источник                      | Оценка          |
| ----------------------------- | --------------- |
| Allmusic                      | [ 9 ]           |
| Entertainment Weekly          | B+              |
| The New York Times            | (Positive)      |
| Rolling Stone                 | [ 12 ]          |
| The Rolling Stone Album Guide | [ 13 ]          |
| Slant                         | [ 14 ]          |

Butterfly получил одобрение музыкальных критиков. Нэтан Брекетт, главный критик журнала Rolling Stone и автор книги The Rolling Stone Album Guide, дал положительную оценку работе продюсеров и «более сконцентрированному» вокалу Кэри. Критик отметил большую связь между текстами песен и расставанием Кэри с её мужем Мотоллой. Джон Парелес из The New York Times назвал Butterfly «поворотным» в карьере Кэри. Автор положительно описывал изменение вокальной техники, отметив, что на этот раз, она, по всей видимости, решила «очаровать» публику, а не поразить её силой своего голоса. Дейв Браун из Entertainment Weekly дал пластинке оценку B-. Журналист писал, что «в „Breakdown“, [Кэри] продемонстрировала, что она может исполнять даже стакатто…». Критик находил, что желание Кэри стать «королевой хип-хопа» в альбоме реализовать не удалось, и это было просто невозможно в силу её имиджа поп-исполнителя, и самыми убедительными в альбоме стали типичные для неё баллады. Автор отмечал, что, с другой стороны, Butterfly стал для Кэри творческим способом самовыражения и отразил прекращение отношений с Мотоллой.
В более позднем обзоре альбома Стивен Томас Эрлвайн из Allmusic хвалил решение Кэри сменить музыкальный стиль, отметив влияние урбанистической музыки на работу. Он описывал запись как «коллекцию хитовых синглов в окружении элегантных филлеров» и отмечал, что «несмотря на то, что все песни прекрасно исполнены, многие из них затмевают друг друга при первом прослушивании». Критик также отмечал возросший уровень вокальной техники Кэри и посчитал, что благодаря этому некоторые баллады на пластинке, в частности «Butterfly» и «Breakdown», стали одними из лучших её песен. Эрлвайн назвал Butterfly одним из лучших альбомов Кэри, отметив, что она «продолжила улучшать и совершенствовать свою музыку, что и придало ей такую уникальность, в отличие от её современников 90-х годов». Рич Завиак из Slant Magazine дал альбому 4-е с половиной балла из пяти, назвав его «элегантным» и похвалив убедительный вокал Кэри. Критик особенно выделил «Breakdown», назвав её одной из лучших песен на диске. Завиак писал, что самые заметные изменения произошли с вокалом Кэри, который стал более лёгким и внушающим доверие. Он посчитал, что впервые певица стала звучать убедительно и вдохновенно. Роберт Кристгау не разделил положительные оценки других критиков и в своём обзоре для The Village Voice поставил пластинке негативную оценку.

## Список композиций
1. «Honey»

2. «Butterfly»

3. «My All»

4. «The Roof»

5. «Fourth of July»

6. «Breakdown» feat. Krayzie Bone & Wish Bone

7. «Babydoll»

8. «Close My Eyes»

9. «Whenever You Call»

10. «Fly Away (Butterfly Reprise)»

11. «The Beautiful Ones»

12. «Outside»
Бонус-треки в международном издании 
13. «Honey» (So So Def Radio Mix feat. JD & Da Brat)

14. «Honey» (Def Club Mix)

Бонус-трек для Латинской Америки 15. «Mi Todo» (версия «My All» на испанском языке)

## Чарты и сертификация
| Чарт                              | Высшая позиция |
| --------------------------------- | -------------- |
| Australian Albums Chart           | 1              |
| Austrian Albums Chart             | 5              |
| Belgian Flandres Albums Chart     | 6              |
| Belgian Wallonia Albums Chart     | 2              |
| Canadian Albums Chart             | 1              |
| Dutch Albums Chart                | 1              |
| Европа European Albums Chart      | 2              |
| Finnish Albums Chart              | 12             |
| French Albums Chart               | 6              |
| German Albums Chart               | 7              |
| Hungarian Albums Chart            | 20             |
| Irish Albums Chart                | 6              |
| Italian Albums Chart              | 2              |
| Japanese Albums Chart             | 1              |
| Malaysian Albums Chart            | 4              |
| New Zealand Albums Chart          | 4              |
| Norwegian Albums Chart            | 5              |
| Spanish Albums Chart              | 5              |
| Swedish Albums Chart              | 4              |
| Swiss Albums Chart                | 3              |
| UK Albums Chart                   | 2              |
| U.S. Billboard 200                | 1              |
| U.S. Billboard R&B/Hip-Hop Albums | 3              |

| Чарт (1997)                   | Позиция |
| ----------------------------- | ------- |
| Australian Albums Chart       | 27      |
| Belgian Flanders Albums Chart | 69      |
| Belgian Wallonia Albums Chart | 39      |
| Swiss Albums Chart            | 48      |
| U.S. Billboard 200            | 54      |
| Чарт (1998)                   | Позиция |
| U.S. Billboard 200            | 21      |

### Синглы
| Год                                                                                | Сингл                                              | Высшая позиция | Высшая позиция | Высшая позиция | Высшая позиция | Высшая позиция | Высшая позиция | Высшая позиция | Высшая позиция | Высшая позиция | Высшая позиция | Высшая позиция | Высшая позиция | Высшая позиция | Высшая позиция | Высшая позиция | Высшая позиция | Высшая позиция | Высшая позиция | Сертификация                    |
| Год                                                                                | Сингл                                              | US             | US R&B         | US AC          | US Dance       | AUS            | AUT            | CAN            | FRA            | GER            | IRE            | ITA            | JAP            | NL             | NZ             | SPA            | SWE            | SWI            | UK             | Сертификация                    |
| ---------------------------------------------------------------------------------- | -------------------------------------------------- | -------------- | -------------- | -------------- | -------------- | -------------- | -------------- | -------------- | -------------- | -------------- | -------------- | -------------- | -------------- | -------------- | -------------- | -------------- | -------------- | -------------- | -------------- | ------------------------------- |
| 1997                                                                               | «Honey»                                            | 1              | 2              | —              | 1              | 8              | 39             | 1              | 39             | 38             | 19             | 10             | 39             | 8              | 3              | 4              | 8              | 23             | 3              | - ARIA: Gold - RIAA: Platinum   |
| 1997                                                                               | «Butterfly»                                        | —              | —              | 11             | 13             | 27             | —              | 22             | 43             | 66             | —              | —              | —              | 52             | 15             | —              | 24             | —              | 22             |                                 |
| 1998                                                                               | «The Roof»                                         | —              | —              | —              | —              | —              | —              | —              | —              | —              | —              | —              | —              | —              | 47             | —              | —              | —              | 96             |                                 |
| 1998                                                                               | «Breakdown» (при участии Krayzie Bone и Wish Bone) | —              | 4              | —              | —              | 38             | —              | —              | —              | —              | —              | —              | —              | —              | 4              | —              | —              | —              | 132            | - RIANZ: Gold                   |
| 1998                                                                               | «My All»                                           | 1              | 4              | 18             | 5              | 39             | 31             | 9              | 6              | 30             | —              | —              | —              | 32             | 21             | 9              | 14             | 7              | 4              | - SNEP: Silver - RIAA: Platinum |
| «—» прочерк означает неучастие в чарте или отсутствие релиза на данной территории. |                                                    |                |                |                |                |                |                |                |                |                |                |                |                |                |                |                |                |                |                |                                 |